# Dariusz Joński

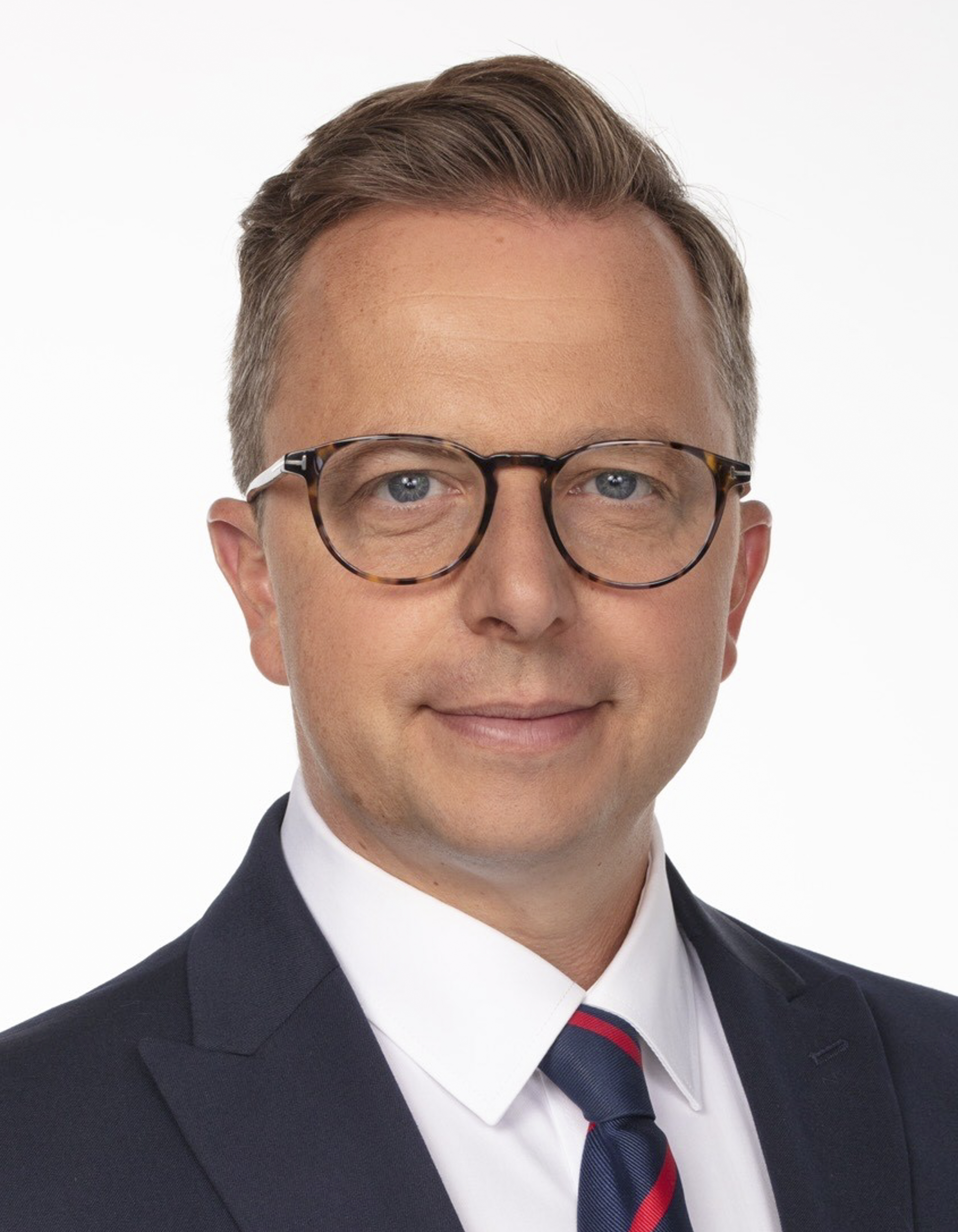
Dariusz Joński (2024)

Dariusz Joński (* 12. Januar 1979 in Łódź) ist ein polnischer Politiker und Ökonom. Er ist Mitglied der Partei Bürgerplattform. Zuvor war er Mitglied des Bunds der Demokratischen Linken.

## Leben
Dariusz Joński war von 2011 bis 2015 und von 2019 bis 2023 Mitglied des Sejm und 2010 kurzzeitig kommissarisch Vizestadtpräsident der Stadt Łódź. Bei der Europawahl 2024 wurde er ins Europaparlament gewählt. Im Europaparlament gehört er der Fraktion der Europäischen Volkspartei (Christdemokraten) an.